# مركبة الذئب المدرعة
مركبة الذئب المدرعة (بالعبرية: זאב) هي ناقلة جنود مدرعة، تستخدمها أساسًا قوات الدفاع الإسرائيلية. مصممة لتوفير قدرة أفضل على التحكم ومركبة مدرعة محمية حماية أفضل من إم-113 بارديلاس. الذئب هي ناقلة طاقم مدرعة تدريعًا محسنًا، تصنعها شركة كارمور. تجمع بين سرعة الشاحنات التجارية وقدرتها على المناورة والدروع المشابهة لتلك الموجودة في ناقلات الجنود المدرعة، وهي الصفات اللازمة للمواجهات منخفضة الحدة. يعتمد هيكل الذئب على شاحنة فورد إف-550، مجهزة بمحرك في 8 سعة 6 لترات قادر على الوصول إلى قوة 325 حصانًا. يُدمج المحرك مع ناقل حركة أوتوماتيكي بخمس سرعات، والذي يدفع جميع العجلات الأربع، مما يجعل هذه السيارة رباعية الدفع.

## التصنيع

### المفهوم والشراء
نشأت فكرة الذئب من الحاجة إلى نقل الجنود بأمان أثناء المهام في البيئة الحضرية، وفي مهام حفظ السلام. طلبت وزارة الدفاع الإسرائيلية 150 مركبة مدرعة من طراز الذئب من شركة رافائيل لأنظمة الدفاع المتقدمة  وطلبية لشركة كارمور، لاستخدام بعضها في القتال في المناطق الحضرية. هذا المنتج قيد الإنتاج حاليًا اعتبارًا من عام 2019. وكان أول استخدام مسجل لهذه المركبة من جانب قوات الدفاع الإسرائيلية في عملية إعادة البضائع إلى الوطن في 14 مارس/آذار 2006.

### البناء
تتكون الذئب من هيكل فورد إف-550 تجاري جاهز للاستخدام عدلته شركة مانينج إكويبمنت، وهي أحد الشركات المصنعة للمعدات الأصلية الموجودة في لويزفيل، كنتاكي حتى يمكن صيانتها بسهولة في أي مكان. وهي مجهزة بمحرك ديزل سعة 6 لترات بقوة 325 حصانًا وناقل حركة أوتوماتيكي بخمس سرعات. يمكن أن يصل وزنها إلى 8 أطنان. لا تتطلب أنظمة السيارات أي تغييرات عند تطبيق الدروع. توفر الدروع الحماية لمقصورة الطاقم وعناصر السيارة والعجلات. يُبنى غلاف الدرع مستقلًّا عن الهيكل، لذلك من الممكن استخدام نفس غلاف الدرع على هيكل آخر (من نفس الطراز) عندما يخرج الهيكل للخدمة. يمكن لسقف الهيكل حمل محطة أسلحة عن بعد والتي تسمح للركاب بمواجهة الأعداء دون التعرض.
الذئب شاحنة متعددة الأدوار. الغرض الرئيسي منها هو نقل المشاة، ومع ذلك، يمكن تحويل بعض المركبات خصيصًا إلى سيارة إسعاف.

### التصميم
السيارة محمية بالكامل، بما في ذلك العجلات، المزودة بإطارات مسطحة. يبلغ وزن الدرع 3048 كلجم، وهي ليست حرجة بالنسبة للوزن الإجمالي للذئب، حيث يبلغ أقصى حمل لها 8128 كلجم. جميع أبواب السيارة مضادة للرصاص، بما في ذلك حجرة المحرك وعلبة التروس. تحتوي السيارة ستة أبواب - أربعة على الجانبين واثنان في الخلف - مما يسمح للقوات بالدخول والخروج بسهولة وسرعة مع جميع معداتها. الجزء الداخلي من السيارة مزود بنظام تكييف مزدوج ومقاعد وحوامل للأغراض التي قد يحتاجها الجندي. نظرًا لعدم إجراء أي تغييرات كبيرة على هيكل إف-550، باستثناء إضافة الدروع، فإن المركبة لا تعاني من أي مشاكل تتعلق بارتفاع درجة حرارة المحرك أو التحكم. يبلغ وزن الذئب حوالي 8128 كلجم، ويمكنها حمل طاقم يصل إلى 12 فردًا، مع سريرين إضافيين قابلين للتمدد، إذا لزم الأمر.

## معرض الصور

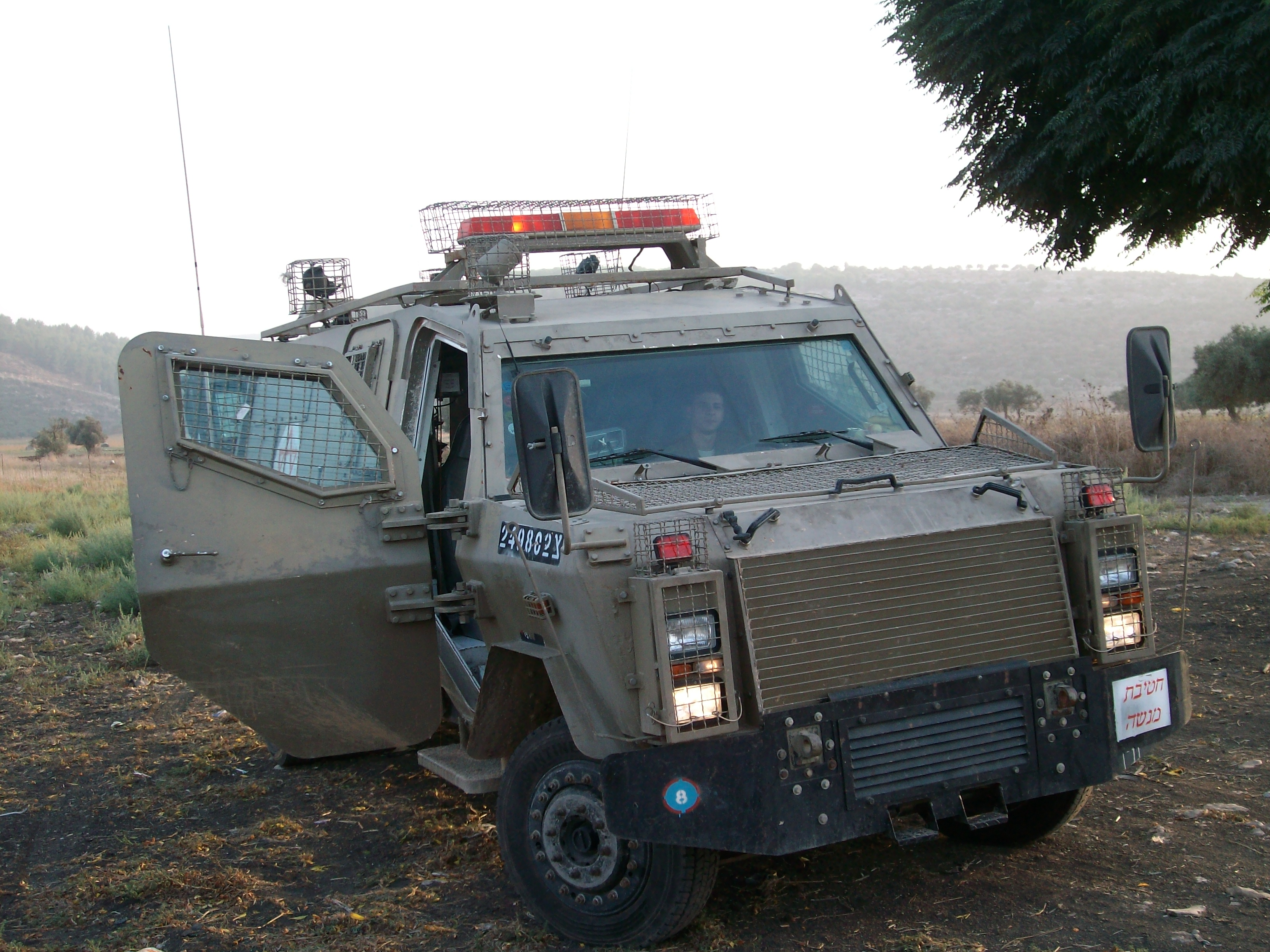
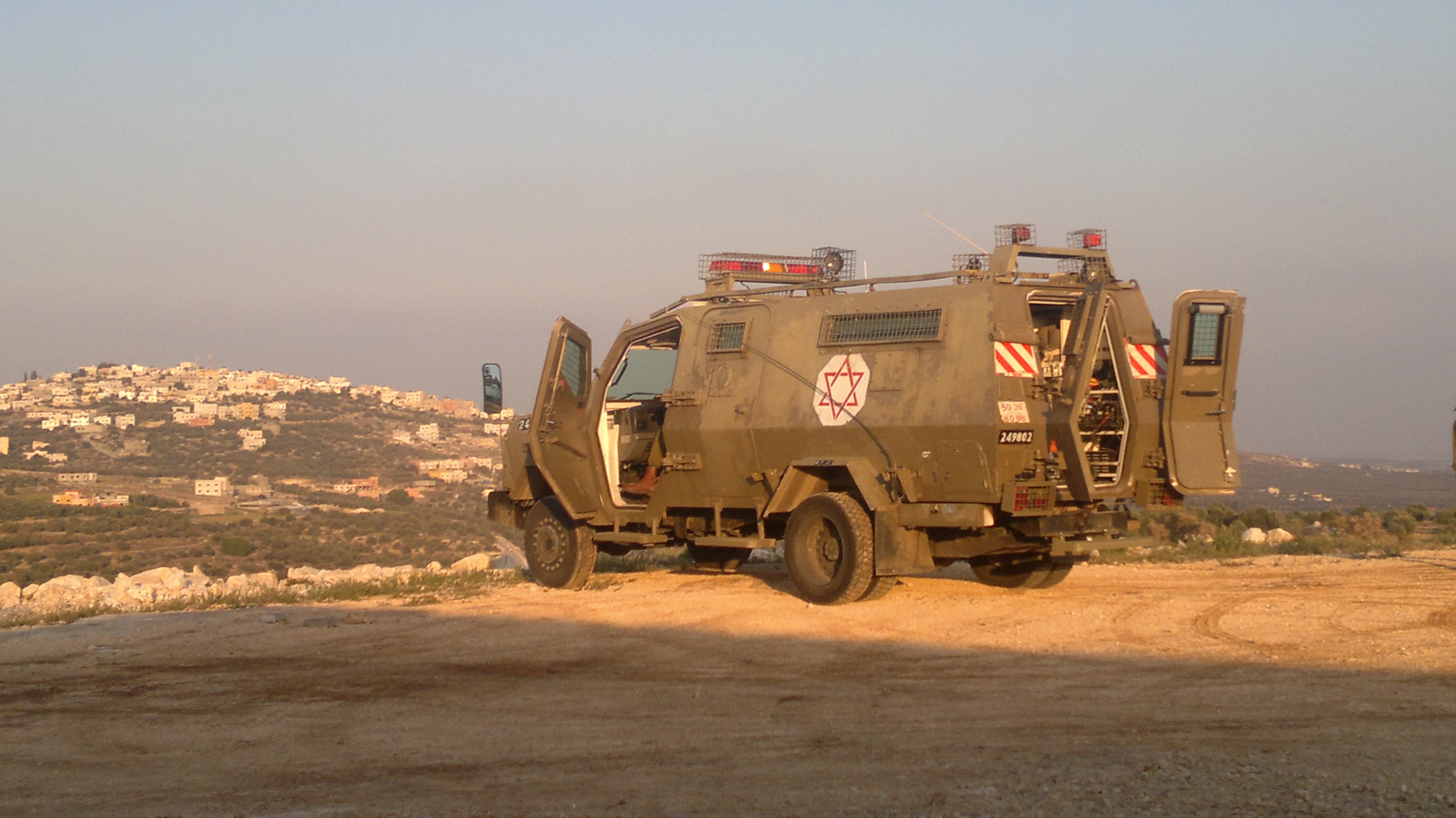
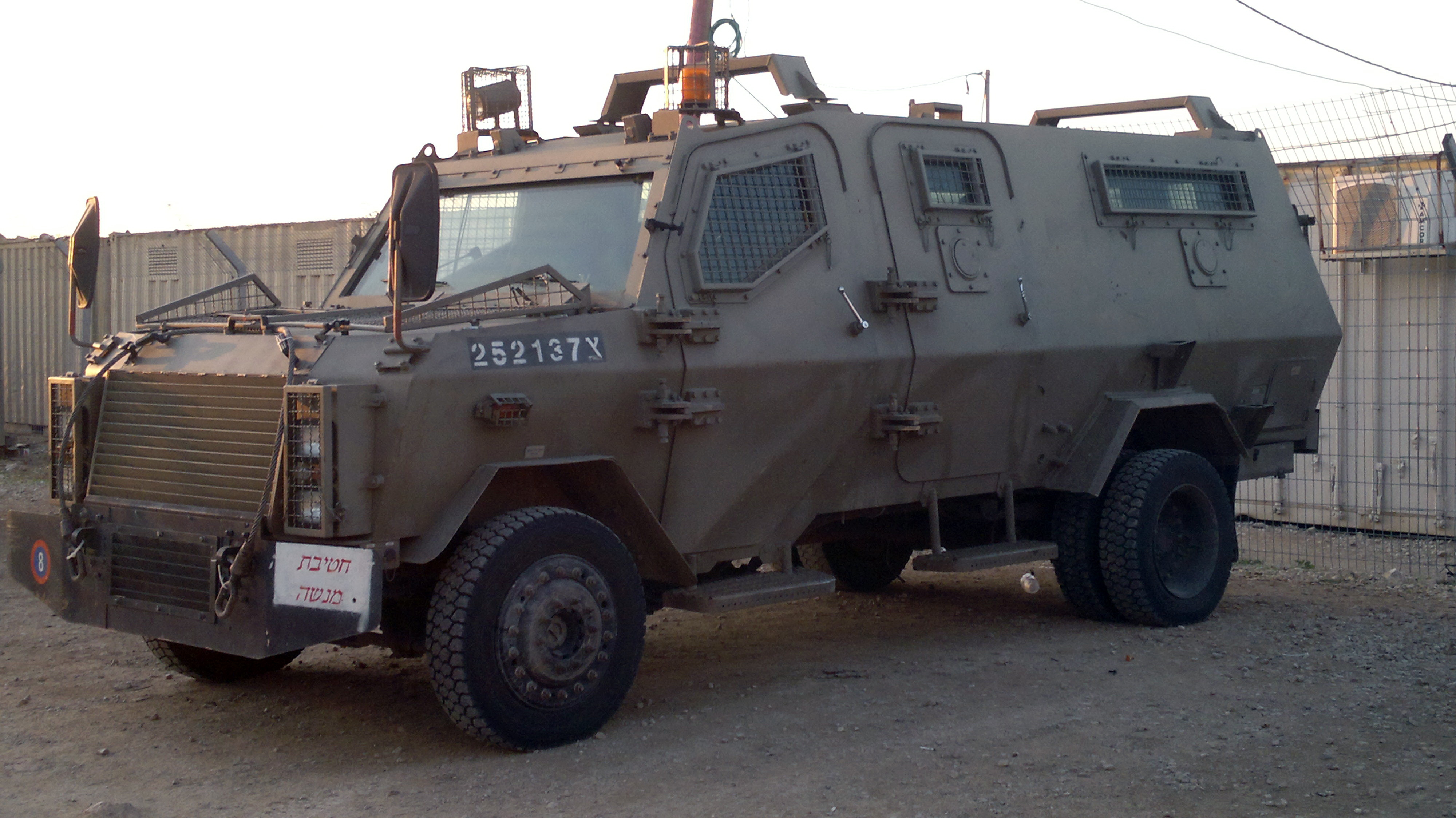
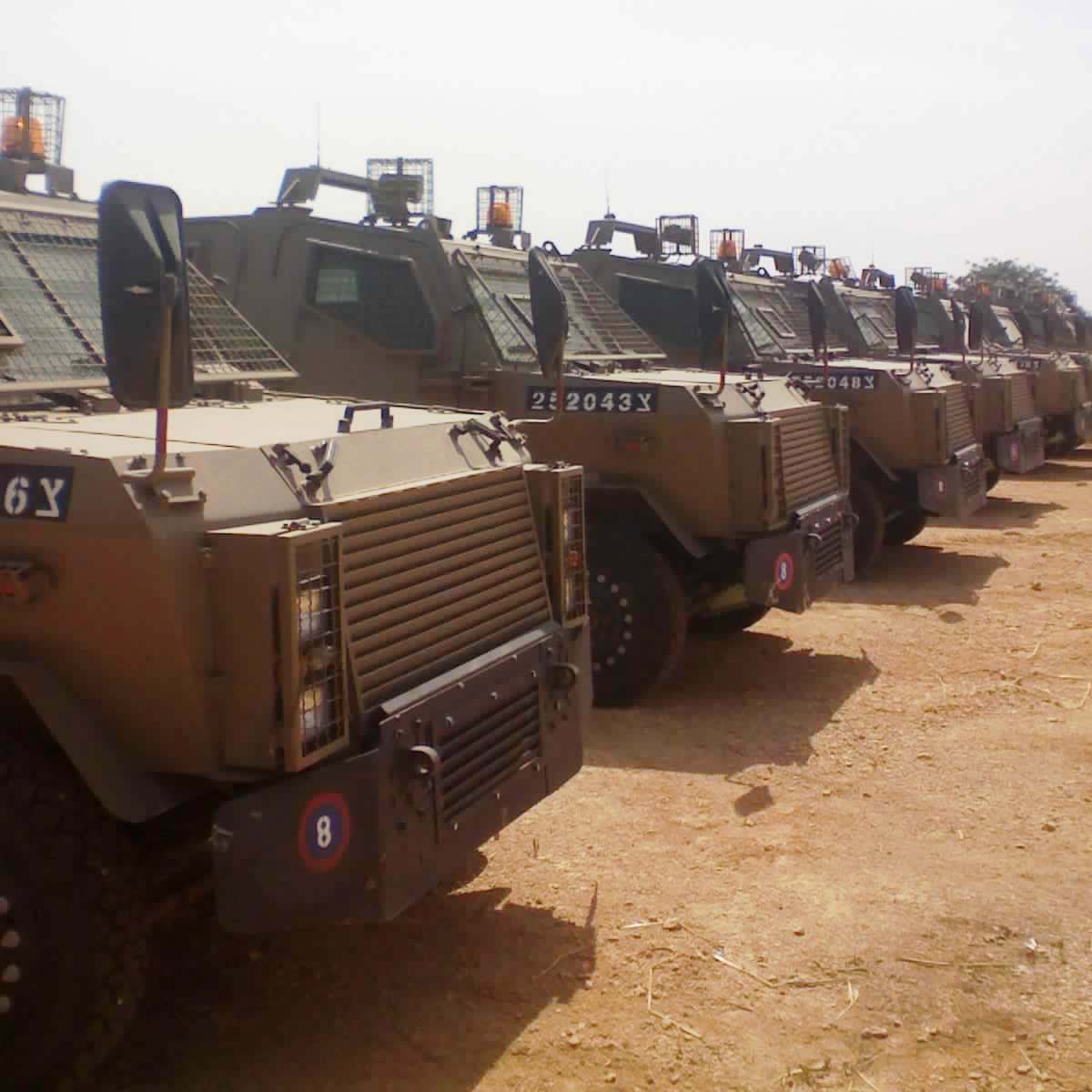
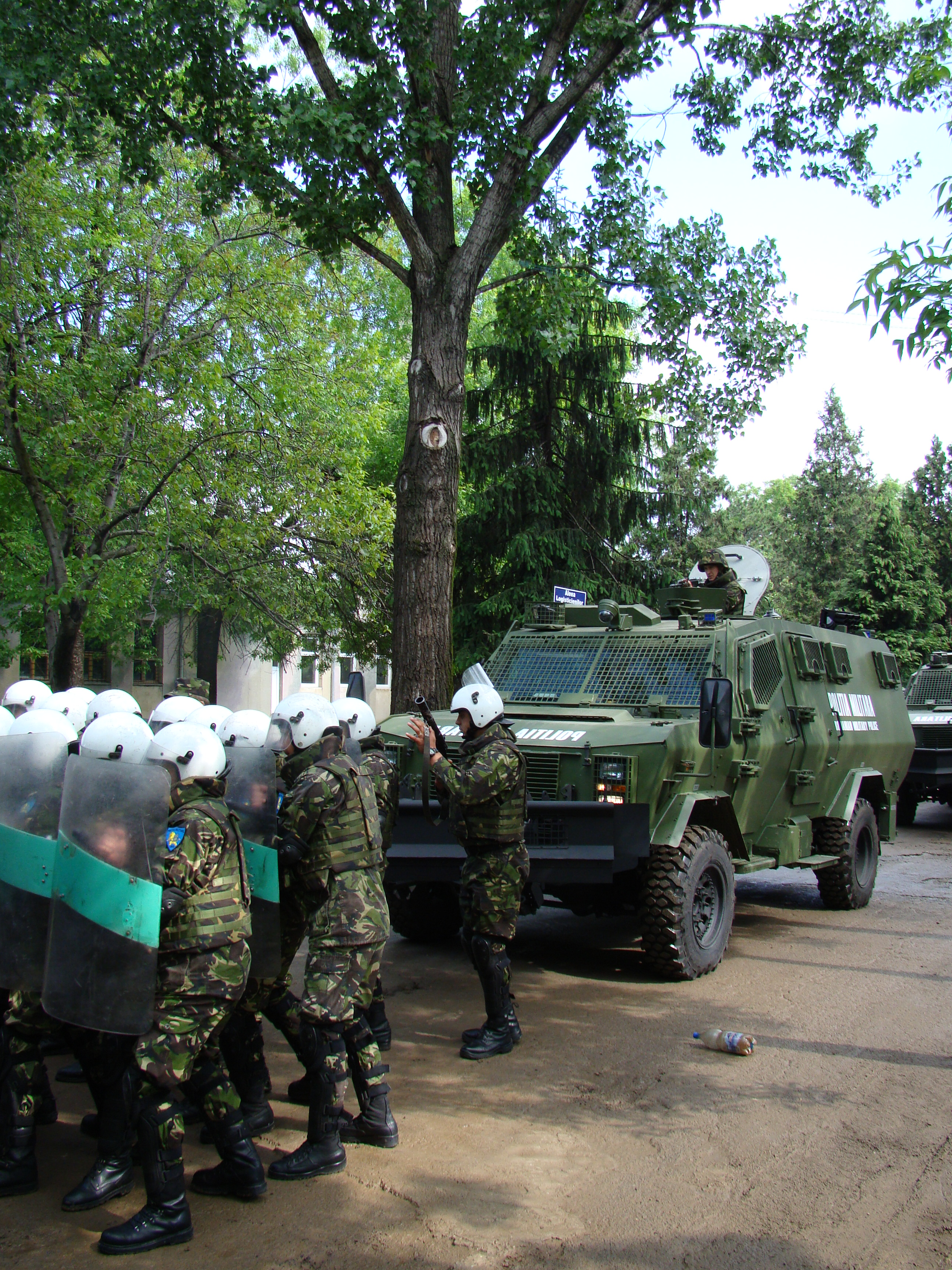
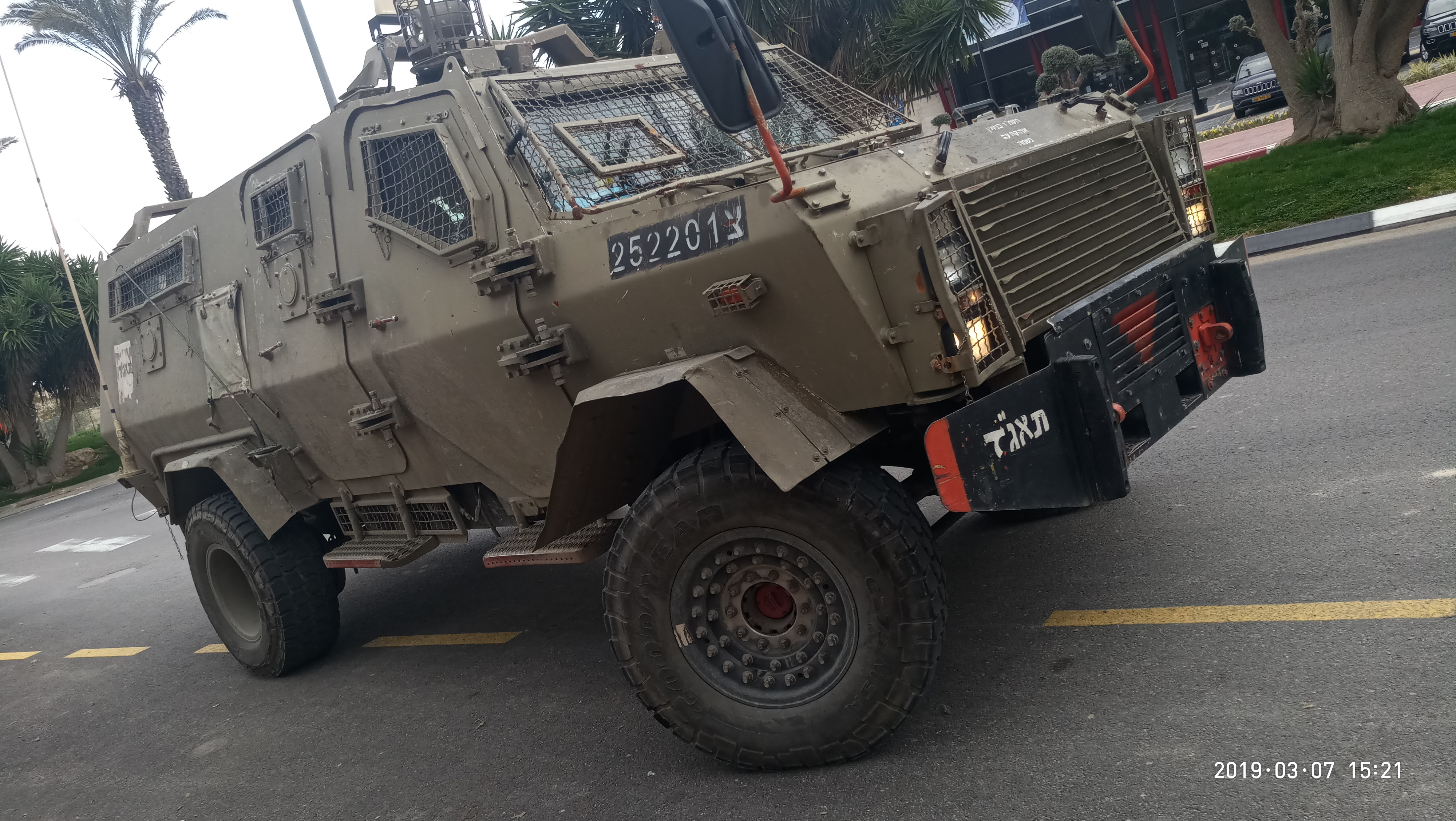